# IC 3916
IC 3916 ist eine Balken-Spiralgalaxie vom Hubble-Typ SABab? im Sternbild Jagdhunde am Nordsternhimmel. Sie ist schätzungsweise 463 Millionen Lichtjahre von der Milchstraße entfernt.
Das Objekt wurde am 21. März 1903 von Max Wolf entdeckt.